# 何南慧
何南慧（Ho Nam-wai，2002年4月30日—），香港女子游泳運動員。曾就讀於保良局蕭漢森小學、福建中學，中二轉校至拔萃女書院。現於香港專上學院工商及款待業管理學部就讀。

## 簡歷
何南慧自小體弱多病，母親於是安排她習泳，希望她能夠透過運動變得強壯。她於2015年港九區中學校際D1游泳比賽中嶄露頭角，游出2分8秒70打破塵封九年的女子丙組200米自由泳紀錄。其後何南慧在2016年7月於俄羅斯舉行的第六屆亞洲國際兒童運動會掃走3金3銅，為港隊表現最好的一人。同年十月何南慧在港九區中學校際D1游泳比賽中越級挑戰A grade，包攬三金，並破200米自由泳、4×50米自由泳學界紀錄。十一月她在香港長池分齡游泳錦標賽400米自由泳中游出4分20秒29，首次破香港分齡紀錄。
2017年5月何南慧代表香港在第60屆馬來西亞公開游泳錦標賽共奪3金2銀，包括女子800米自由泳金牌，及夥拍師姐贏出兩項接力。回港三日後再代表女拔萃於全港學界精英游泳比賽掃走100米、200米自由泳及4×50米自由泳接力3金，成為首届賽事的大贏家。同年7月何南慧首度代表香港出戰匈牙利布達佩斯舉行的世界游泳錦標賽，800米自由泳位列第三十一名，1500米自由泳則名列第二十。9月初在烏茲別克舉行的第九屆亞洲分齡游泳錦標賽中何南慧奪兩金兩銀，在100米、200米自由泳皆刷新個人最佳時間。
2017年9月底何南慧在阿什哈巴德2017亞洲室內暨武術運動會中聯同施幸余、歐鎧淳及黃楚瑩在女子4×100米自由泳接力游出3分40秒18，以刷新大會及香港紀錄姿態摘銀。何南慧在200米自由泳亦一舉游出1分58秒03摘下銅牌，兼打破何詩蓓保持的香港青年紀錄（1分59秒88）。回港一星期後何南慧再在游泳世界盃短池泳賽香港站先以8分41秒57奪800米自由泳銀牌，再以4分12秒70於400米自由泳添銅，為首次在國際泳聯世界盃闖入三甲。十月何南慧在D1學界回歸B Grade, 連奪三金之餘也寫下200米自由泳及4×50米自由泳新紀錄。
2018年起何南慧漸成港隊主力，3月在香港短池分齡游泳錦標賽中她首創個人項目港績，於400米自由泳游出4分05秒59，改寫歐鎧淳保持了接近9年的香港紀錄，獲得全場最佳女子泳手獎項。四月在長池游泳計時賽200米自由泳游出2分00秒47，是何南慧至今的最佳時間，也是香港歷來第四快的紀錄，僅次何詩蓓、鄭莉梅、施幸余三位名將。五月在摩洛哥舉行的第十七屆世界中學生運動會中何南慧出戰七項比賽，憑200米及400自由泳以兩面銀牌完成賽事，其中400自由泳以4分15秒59刷新PB。六月何南慧在地中海系列賽摩納哥站400米自由泳決賽游出4分16秒35奪銀。
2018年8月，何南慧代表香港參加印尼雅加達舉行的亞運會游泳比賽，分別贏得女子4×100米自由泳接力和女子4×200米自由泳接力兩面銅牌，亦躋身400米自由泳決賽。 十月何南慧於D1學界A Grade200米自由泳再破紀錄，連續四年創下新猷。十月何南慧代表香港參加阿根廷布宜諾斯艾利斯舉行的青年奧運會游泳比賽，參加六項比賽，繼而在十一月的世界盃短池泳賽新加坡站女子800米自由泳勇奪銀牌。12月在杭州舉行的第14屆世界短池游泳錦標賽中何南慧夥拍歐鎧淳、陳健樂及施幸余，在4×100米自由泳接力決賽游出3分40秒25排第7，創下港隊在世錦賽接力的最佳名次。再連同施幸余、陳健樂及簡綽桐游出8分01秒24，合力翻新女子4×200米自由式接力香港紀錄。
2019年6月何南慧在地中海系列賽巴塞隆拿站寫下第四項港績，以16分51秒05改寫鄧穎欣的1500米自由泳香港紀錄。。同年7月何南慧第二次出戰韓國光州廣域市舉行的世界游泳錦標賽，在4×100米自由泳接力與隊友鄭莉梅、何詩蓓及譚凱琳游出3分40秒40排第10，獲得2020東京奧運的資格。其後在4×200米自由泳接力與鄭莉梅、何詩蓓、歐鎧淳游出8分04秒98排第11，再奪多一張奧運入場券。8月何南慧代表香港參加匈牙利布達佩斯舉行的世界青年游泳錦標賽，表現平平，未有項目游進前十六名。十月何南慧在學界最後探戈中以三金作結，既兩破A Grade100米自由泳記錄，也把自己保持的200米自由泳紀錄推前1秒，畫上圓滿句號。
自2019年3月東京奧運達標期開始何南慧一直在個人項目未能達B標，因此轉為全職運動員後在2020年1月與施幸余遠赴新西蘭進行特訓，但因COVID-19而未能參與賽事。
在2020東京奧運達標期内，何南慧先後在100米、200米、400米和1500米自由泳達B標，最後獲選為4×100米及4×200米自由泳接力代表。然而，由於香港隊只有三人達200米自由泳B標，爲了讓何詩蓓更好地準備同日的100米自由泳賽事，游泳隊總教練陳劍虹決定退出4X200米自由泳接力賽。而在4x100自由泳接力何南慧則聯同譚凱琳、鄭莉梅和歐鎧淳游出3分43秒52，位列第十五。。

## 游泳紀錄
何南慧累計20次打破香港各年齡組別游泳紀錄。現保持2項香港紀錄（曾保持4項）、4項青年紀錄、3項15-17歲分齡紀錄和4項13-14歲分齡紀錄（曾保持5項）。：
|                           |          | 項目                                                         | 時間     | 比賽日期       |
| 香港紀錄                  | 香港紀錄 | 香港紀錄                                                     | 香港紀錄 | 香港紀錄       |
| ------------------------- | -------- | ------------------------------------------------------------ | -------- | -------------- |
| 1                         | 長池     | 1500米自由泳                                                 | 16:51.05 | 2019年6月15日  |
| 2                         | 短池     | 4×100米自由泳接力 （香港隊－歐鎧淳、何南慧、黃楚瑩、施幸余） | 3:40.18  | 2017年9月23日  |
| 曾保持香港紀錄            |          |                                                              |          |                |
| 1                         | 短池     | 400米自由泳                                                  | 4:05.59  | 2018年3月11日  |
| 2                         | 短池     | 4×200米自由泳接力 （香港隊－施幸余、簡綽桐、陳健樂、何南慧)  | 8:01.24  | 2018年12月15日 |
| 分齡紀錄（15-17歲）       |          |                                                              |          |                |
| 1                         | 長池     | 1500米自由泳                                                 | 16:51.05 | 2019年6月15日  |
| 2                         | 短池     | 200米自由泳                                                  | 1:56.83  | 2018年3月10日  |
| 3                         | 短池     | 400米自由泳                                                  | 4:05.59  | 2018年3月11日  |
| 青年紀錄（16歲以下）      |          |                                                              |          |                |
| 1                         | 短池     | 200米自由泳                                                  | 1:56.83  | 2018年3月10日  |
| 2                         | 短池     | 400米自由泳                                                  | 4:05.59  | 2018年3月11日  |
| 3                         | 短池     | 800米自由泳                                                  | 8:32.97  | 2018年3月9日   |
| 4                         | 短池     | 1500米自由泳                                                 | 16:39.11 | 2017年2月12日  |
| 分齡紀錄（13-14歲）       |          |                                                              |          |                |
| 1                         | 長池     | 800米自由泳                                                  | 8:56.31  | 2017年4月2日   |
| 2                         | 短池     | 400米自由泳                                                  | 4:11.59  | 2017年3月12日  |
| 3                         | 短池     | 800米自由泳                                                  | 8:38.96  | 2017年3月10日  |
| 4                         | 短池     | 1500米自由泳                                                 | 16:39.11 | 2017年2月11日  |
| 曾保持分齡紀錄（13-14歲） |          |                                                              |          |                |
| 1                         | 長池     | 400米自由泳                                                  | 4:19.62  | 2017年4月16日  |